# Anna Weidel
Anna Weidel (25 maggio 1996) è una biatleta tedesca.

## Biografia
La Weidel ai Mondiali juniores di Minsk-Raubichi 2015 ha vinto la medaglia di bronzo nella staffetta e due anni dopo nella rassegna iridata giovanile di Brezno-Osrblie 2017 ha conquistato la medaglia d'argento nella staffetta e quella di bronzo nell'individuale; in Coppa del Mondo ha esordito il 6 dicembre 2018 a Pokljuka in individuale (66ª) e ha ottenuto il primo podio il 1º dicembre 2022 a Kontiolahti in staffetta (2ª). Ai Mondiali di Oberhof 2023, sua prima presenza iridata, si è classificata 87ª nell'individuale; non ha preso parte a rassegne olimpiche.

## Palmarès

### Mondiali juniores
- 3 medaglie:
  - 1 argento (staffetta a Brezno-Osrblie 2017)
  - 2 bronzi (staffetta a Minsk-Raubichi 2015; individuale a Brezno-Osrblie 2017)

### Coppa del Mondo
- Miglior piazzamento in classifica generale: 29ª nel 2023
- 2 podi (a squadre):
  - 2 secondi posti